# Petalマップ
Petalマップ（英: Petal Maps）は、HUAWEIが運営・開発する地図アプリケーション。HarmonyOS、Androidに対応している。

## 概要
PetalマップはMate40が発表された2020年10月22日に発表され、オランダのナビゲーションシステムメーカーであるTomTomのデータを使用している。
2021 Q1に日本でのサービスに対応し、2021年7月13日に衛星画像と地形の表示に対応した。